# Обстальден (Гларус)
Обстальден (нем. Obstalden GL) — коммуна в Швейцарии, в кантоне Гларус.
1 января 2011 года вошла в состав коммуны Гларус-Норд.
Население составляет 479 человек (на 31 декабря 2006 года). Официальный код — 1624.

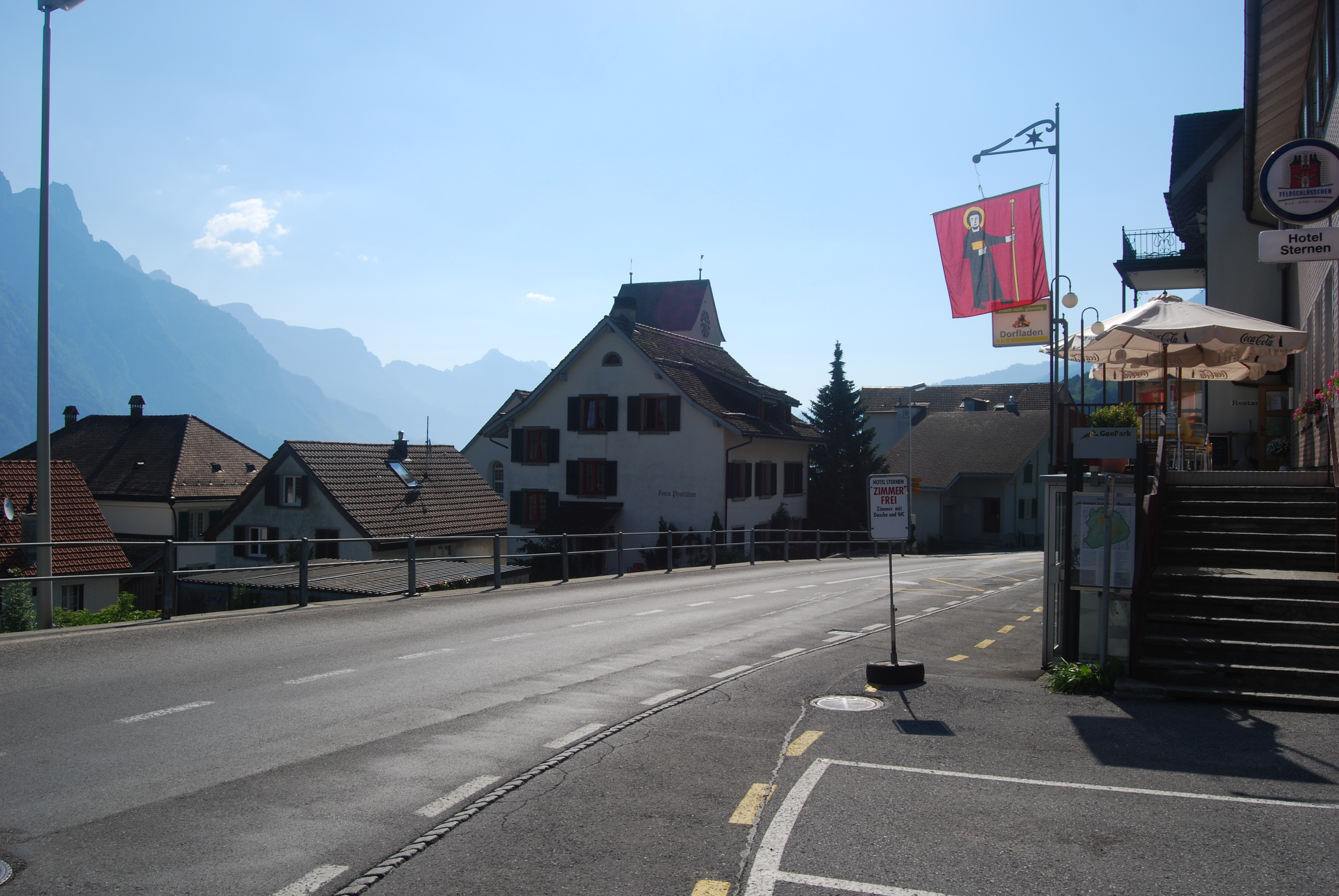
Обстальден